# دايسوكي واتابي
دايسوكي واتابي (باليابانية: 渡部 大輔) (مواليد 19 أبريل 1989)، هو لاعب كرة قدم ياباني سابق كان يلعب كمدافع.

## وصلات خارجية
- دايسوكي واتابي على موقع رابطة كرة القدم اليابانية للمحترفين (اليابانية)
- دايسوكي واتابي على موقع قاعدة بيانات كرة القدم.إي يو (الإنجليزية)
- دايسوكي واتابي على موقع Soccerway.com (الإنجليزية)
- دايسوكي واتابي على موقع عالم كرة القدم.نت (الإنجليزية)
- دايسوكي واتابي على موقع كووورة